# Johan Strootman

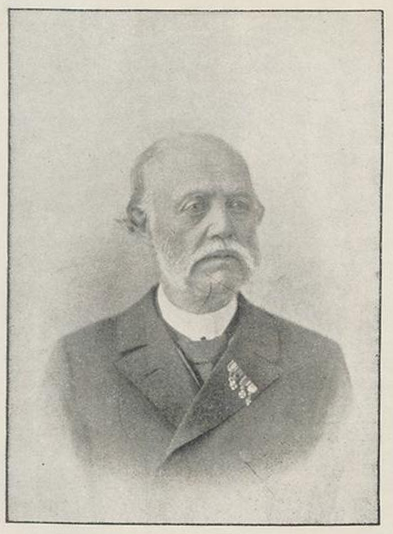
Johan Strootman

Johan Strootman (Bergen op Zoom, 23 mei 1824 - Breda, 4 april 1895) was een Nederlands waterbouwkundige. Op 14-jarige leeftijd werd hij "cadet van den Waterstaat" en ging naar de Koninklijke Militaire Academie in Breda, studeerde daar in 1842 af en werd aspirant ingenieur. Hij begon zijn loopbaan in Assen. In 1845 ging hij naar Breskens en werd in 1848 benoemd tot ingenieur. Hij hield zich daar vooral bezig met de aanleg van klinkerwegen. Hij bleef tot 1850 in Zeeuws-Vlaanderen, de laatste twee jaar in Terneuzen, waar hij werkte aan het kanaal van Gent naar Terneuzen, me name aan de schutsluizen.

## Nieuwediep
In 1850 werd hij overgeplaatst naar Nieuwediep, waar hij betrokken was bij de bouw van de Koopvaardersschutsluis (Commerciesluis) in Den Helder. Deze sluis kwam in 1854 klaar. Hij bleef in Den Helder wonen omdat zijn aanwezigheid met het oog op de aanleg van dokken in Den Helder daar gewenst was. Er werd daarom voor hem een functie gecreëerd bij het arrondissement Alkmaar. Het arrondissement werd later gesplitst in een deel dat Den Helder en de eilanden omvatte, en Strootman werd het hoofd daarvan. In april 1856 werd hij secretaris van een commissie die moest onderzoeken hoe de dokken bij Nieuwediep hersteld moesten worden en om een voorstel te doen voor de bouw van een nieuw dok. Daarvoor maakte hij met de hoofdingenieur van de marine, H.J. Tromp, een reis naar Engeland en Frankrijk om dokken te bekijken, met name ijzeren (drijvende) droogdokken. Ze hebben hier een uitgebreid verslag over geschreven. Mede naar aanleiding van dit verslag werd besloten tot uitvoering van de dokwerken. Strootman ging daarom in 1857 over naar de marine, waar hij in eerste instantie de leiding kreeg over de bouw van een gemetseld droogdok aan het Nieuwediep. In 1869 kreeg hij het beheer over hel gehele marine-etablissement Willemsoord, dus inclusief het herstel van het oude dok. Zijn taken ten aanzien van de eilanden werden overgedragen aan de arrondissementen Hoorn en Alkmaar.

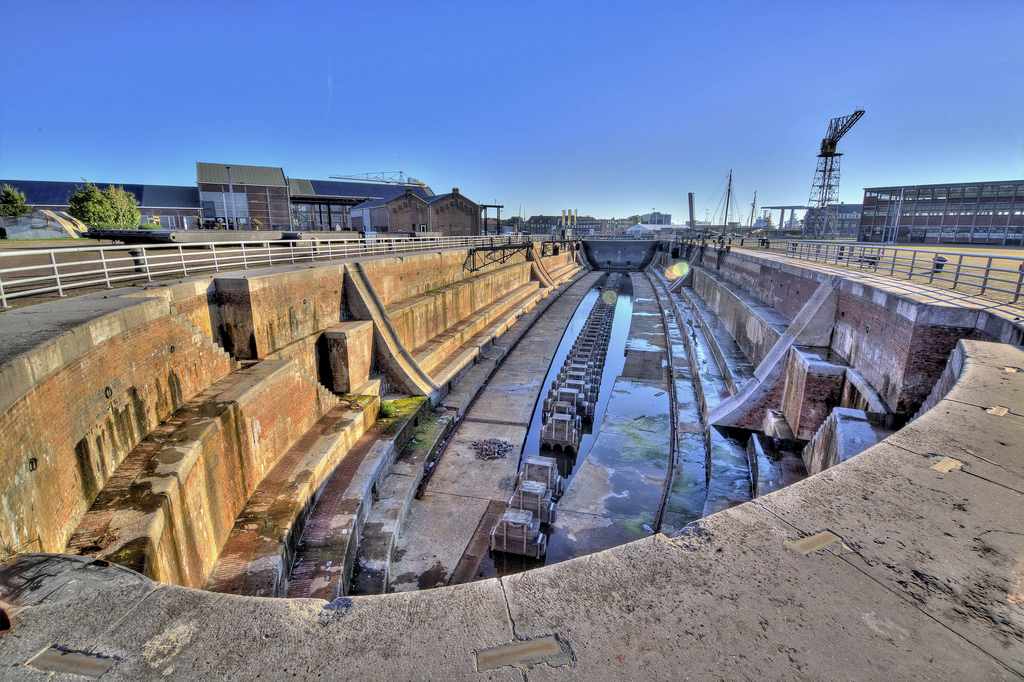
Het door Strootman gebouwde nieuwe dok in Nieuwediep

In 1863 maakte hij samen met Tromp weer een studiereis naar Engeland, nu speciaal voor ijzeren droogdokken. Dit omdat hij opdracht gekregen had om een ontwerp hiervoor te maken voor gebruik door de marine in Nederlands-Indië. Dit ontwerp is ook uitgevoerd en kwam in 1864 gereed. Onder zijn supervisie werden ook in 1860 een ketelmakerij en een werkplaats voor herstel van stoomwerktuigen aan het Nieuwediep gebouwd. In 1863 leverde hij ook een duikerklok voor gebruik in Nederlands-Indië.
Bij de bouw van beide dokken zijn veel ongelukken gebeurd. Strootman probeerde de oorzaken daarvan vast te leggen en er lering uit te trekken voor toekomstige werken. Veel van deze problemen zijn dan ook door hem beschreven in zijn bijdragen aan de verhandelingen van het Koninklijk Instituut van Ingenieurs (KIvI). Het werden er zo veel, dat in 1867 het bestuur die niet meer wilde plaatsen. Als reactie zegde Strootman zijn lidmaatschap op. Maar in 1875 werd hij weer lid.
Zijn werk werd door zijn werkgever zeer gewaardeerd, heeft in deze periode meermaals tevredenheid betuigingen van de regering ontvangen en ook een extra gratificatie van de Nederlands-Indische marine.

## 's-Hertogenbosch - Middelburg - Assen
In 1865 werd de commissie voor de dokwerken ontbonden en in 1867 kwam hij weer in dienst bij de Waterstaat. Daar was hij al vanaf eind 1866 hoofd van het oostelijke arrondissement 's-Hertogenbosch. In mei 1867 werd hij hoofdingenieur in Noord-Brabant, maar in oktober van dat jaar werd hij benoemd als hoofdingenieur van Zeeland.
Maar vanwege zijn gezondheid vroeg hij in 1869 om overplaatsing naar een drogere provincie. Hij werd hoofdingenieur van Groningen en Drenthe, met standplaats Assen. In 1878 werd zijn standplaats Groningen en in 1882 werd hij de hoofdingenieur voor Groningen en Friesland, maar niet meer Drenthe. Zijn gezondheid was niet best en in hij vroeg toen hij 62 werd om ontslag (voorzien van een doktersattest). Dit had wat voeten in de aarde, maar hij werd toch met ingang van 26 juli 1886 eervol ontslagen.
Van 1870 - 1872 was hij lid van een commissie die de gemeente Amsterdam moest adviseren over het rioolstelsel, het Liernurstelsel.
Hij heeft in 1872 het verzoek gehad om samen met de ingenieurs Stieneker en Hogerwaard naar Egypte te gaan, maar die reis werd uiteindelijk toch door de Egyptische overheid toch afgelast.
Bij de ontwerpen was hij zeer zuinig, hij probeerde zo min mogelijk materiaal te gebruiken. Ramaer schrijft daarover “dat hij bij de berekening van eene door hem bij Meppel gebouwde brug te weinig op het dwarsverband gelet had, waardoor die brug bij de beproeving bezweek.”

## Pensioen
Na zijn pensionering ging hij in Breda wonen. In die tijd schreef hij (anoniem) een brochure ter verdediging van de “Algemene Voorwaarden” van de Waterstaat, waar met name door de Utrechtse gemeente-architect Nieuwenhuis nogal wat kritiek op geleverd was.

## Privé
Hij was de zoon van de hoogleraar in de wiskunde aan de Artillerie- en Genieschool in Delft, Hendrik Strootman en Geertruida Hendrika Stokman. Hij trouwde op 8 augustus 1848 met de burgemeestersdochter Maria Johanna Elizabeth Brevet te IJzendijke, bij wie hij 6 kinderen had, van wie een zeeofficier geworden en een een bekend geschiedkundige is. Zijn echtgenote overleed op 12 juni 1881. Hij was ridder in de Orde van de Eikenkroon (1874) en ridder in de Orde van de Nederlandse Leeuw. Ook had hij nog een Napolitaanse orde.
- Biografisch Portaal: 33587112
- International Standard Name Identifier: 0000 0003 9063 9264
- Virtual International Authority File: 284299198